# 가쓰우라시
가쓰우라시(일본어: 勝浦市)는 일본 지바현 남동부에 있는 시이다.
태평양과 접하여 어업이 번성하며, 여름에는 해수욕장이 개장하고 많은 관광객들이 찾아온다. 수심 8m의 바다 밑에 설치된 "해중 전망탑"에서 바다를 헤엄치는 물고기들을 구경할 수 있는 "가쓰우라 해중 공원"도 유명하다. 인구는 2만 명으로 지바현의 도시 중에서 가장 적다.

## 지리
지바현 남동부의 태평양과 접한다. 북서부는 보소 구릉에 속하고 남동부의 해안선은 대부분이 리아스식 해안으로 되어 있다. 그 때문에 모래사장은 매우 짧고 해수욕장은 시내에 점재하고 있다. 종전에는 이스미군 내에서 최대 인구를 가지는 시정촌이었지만, 합병에 의한 이스미시의 탄생으로 2위로 전락했다. 면적의 90%가 산지이다.
해안선 대부분은 미나미보소 국립공원에 속하고 그중에서도 우바라에서 요시오까지는 가쓰우라 해중공원으로 지정되어 있다.

## 역사
- 1889년 4월 1일 - 정촌제 시행으로 가쓰우라촌이 성립되었다.
- 1890년 3월 12일 - 정으로 승격하면서 가쓰라정으로 개칭하였다.
- 1913년 6월 20일 - 가쓰우라역이 신설되었다.
- 1937년 4월 1일 - 가쓰우라정과 도요하라촌이 합병해 가쓰라정이 성립하였다.
- 1953년 5월 18일 - 국도 128호선이 제정되었다.
- 1955년 2월 11일 - 가쓰라정, 우에노촌, 후사노촌이 합병해 신가쓰라정이 성립하였다.
- 1958년 10월 1일 - 시로 승격하였다.

## 교통

### 철도
- 동일본 여객철도 소토보선
  - (← 이스미군 온주쿠정) - 가쓰우라역 - 우바라역 - 가즈사오키쓰역 - 나메가와 아일랜드역 - (가모가와시 →)

### 도로
- 국도 128호선
- 국도 297호선

## 인구
| 연도 | 인구   | ±%     |
| ---- | ------ | ------ |
| 1920 | 24,369 | —      |
| 1930 | 24,850 | +2.0%  |
| 1940 | 25,884 | +4.2%  |
| 1950 | 33,067 | +27.8% |
| 1960 | 31,141 | −5.8%  |
| 1970 | 28,065 | −9.9%  |
| 1980 | 25,462 | −9.3%  |
| 1990 | 25,334 | −0.5%  |
| 2000 | 23,235 | −8.3%  |
| 2010 | 20,797 | −10.5% |

## 기후
| 가쓰우라시의 기후                                            | 가쓰우라시의 기후 | 가쓰우라시의 기후 | 가쓰우라시의 기후 | 가쓰우라시의 기후 | 가쓰우라시의 기후 | 가쓰우라시의 기후 | 가쓰우라시의 기후 | 가쓰우라시의 기후 | 가쓰우라시의 기후 | 가쓰우라시의 기후 | 가쓰우라시의 기후 | 가쓰우라시의 기후 | 가쓰우라시의 기후 |
| 월                                                           | 1월               | 2월               | 3월               | 4월               | 5월               | 6월               | 7월               | 8월               | 9월               | 10월              | 11월              | 12월              | 연간              |
| ------------------------------------------------------------ | ----------------- | ----------------- | ----------------- | ----------------- | ----------------- | ----------------- | ----------------- | ----------------- | ----------------- | ----------------- | ----------------- | ----------------- | ----------------- |
| 역대 최고 기온 °C (°F)                                       | 22.5 (72.5)       | 21.7 (71.1)       | 22.7 (72.9)       | 25.7 (78.3)       | 29.3 (84.7)       | 32.9 (91.2)       | 34.4 (93.9)       | 34.9 (94.8)       | 34.6 (94.3)       | 29.9 (85.8)       | 25.9 (78.6)       | 22.9 (73.2)       | 34.9 (94.8)       |
| 일평균 최고 기온 °C (°F)                                     | 11.1 (52.0)       | 11.4 (52.5)       | 13.9 (57.0)       | 17.7 (63.9)       | 21.2 (70.2)       | 23.8 (74.8)       | 26.7 (80.1)       | 29.0 (84.2)       | 26.7 (80.1)       | 22.3 (72.1)       | 18.1 (64.6)       | 13.5 (56.3)       | 19.6 (67.3)       |
| 일일 평균 기온 °C (°F)                                       | 6.8 (44.2)        | 7.2 (45.0)        | 10.0 (50.0)       | 14.2 (57.6)       | 18.0 (64.4)       | 20.8 (69.4)       | 23.9 (75.0)       | 25.9 (78.6)       | 23.5 (74.3)       | 18.8 (65.8)       | 14.2 (57.6)       | 9.3 (48.7)        | 16.1 (60.9)       |
| 일평균 최저 기온 °C (°F)                                     | 2.9 (37.2)        | 3.1 (37.6)        | 6.1 (43.0)        | 10.5 (50.9)       | 14.9 (58.8)       | 18.4 (65.1)       | 21.7 (71.1)       | 23.5 (74.3)       | 20.9 (69.6)       | 15.8 (60.4)       | 10.6 (51.1)       | 5.5 (41.9)        | 12.8 (55.1)       |
| 역대 최저 기온 °C (°F)                                       | −7.0 (19.4)       | −5.5 (22.1)       | −4.8 (23.4)       | −0.8 (30.6)       | 4.3 (39.7)        | 8.9 (48.0)        | 12.4 (54.3)       | 16.0 (60.8)       | 12.0 (53.6)       | 5.1 (41.2)        | −1.5 (29.3)       | −4.7 (23.5)       | −7.0 (19.4)       |
| 평균 강수량 mm (인치)                                        | 103.9 (4.09)      | 103.9 (4.09)      | 180.2 (7.09)      | 157.5 (6.20)      | 164.7 (6.48)      | 222.2 (8.75)      | 166.3 (6.55)      | 107.7 (4.24)      | 245.6 (9.67)      | 295.2 (11.62)     | 165.5 (6.52)      | 89.8 (3.54)       | 1,998.9 (78.70)   |
| 평균 강설량 cm (인치)                                        | 1 (0.4)           | 1 (0.4)           | 0 (0)             | 0 (0)             | 0 (0)             | 0 (0)             | 0 (0)             | 0 (0)             | 0 (0)             | 0 (0)             | 0 (0)             | 0 (0)             | 1 (0.4)           |
| 평균 강수일수 (≥ 1.0 mm)                                     | 6.9               | 7.9               | 11.5              | 10.9              | 10.0              | 11.8              | 9.3               | 6.1               | 11.2              | 11.8              | 9.6               | 7.3               | 114.3             |
| 평균 강설일수 (≥ 1 cm)                                       | 0.2               | 0.3               | 0.1               | 0                 | 0                 | 0                 | 0                 | 0                 | 0                 | 0                 | 0                 | 0                 | 0.6               |
| 평균 상대 습도 (%)                                           | 59                | 62                | 68                | 74                | 80                | 86                | 88                | 85                | 82                | 77                | 71                | 63                | 75                |
| 평균 월간 일조시간                                           | 174.7             | 152.4             | 161.1             | 176.7             | 181.9             | 132.1             | 158.9             | 217.5             | 156.1             | 136.5             | 140.6             | 161.9             | 1,943.1           |
| 출처: 일본 기상청 (평년값: 1991년~2020년, 극값: 1906년~현재) |                   |                   |                   |                   |                   |                   |                   |                   |                   |                   |                   |                   |                   |